# Cimera Mundial de la Societat de la Informació

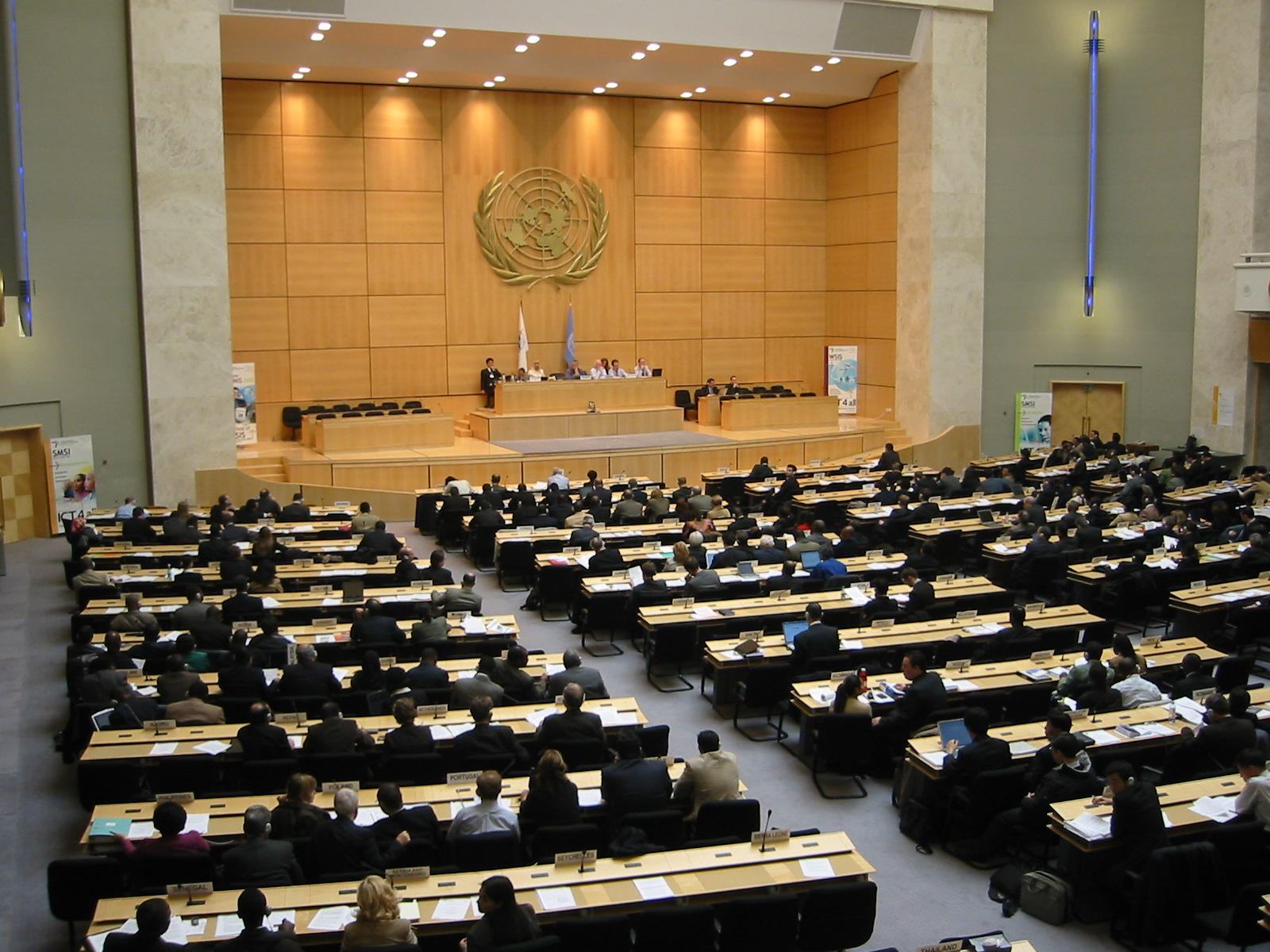
Segona sessió de preparació de la Cimera Mundial de la Societat de la Informació, 18-25 de febrer del 2005, edifici de l'ONU, Ginebra, Suïssa

La Cimera Mundial de la Societat de la Informació (World Summit on the Information Society o WSIS) és un fòrum mundial organitzat per la Unió Internacional de Telecomunicacions (UIT), una agència de l'ONU. Apunta a reduir la desigualtat dels habitants del planeta pel que fa a l'accés a la informació per les noves tecnologies de comunicació i en particular Internet. Ha adoptat una Declaració de principis i un Pla d'Acció.

La primera fase va tenir lloc a Ginebra, Suïssa, del 10 al 12 de desembre del 2003. Una segona part va tenir lloc a Tunis del 16 al 18 de novembre del 2005.
L'ONU ha encarregat l'UIT (Unió internacional de les telecomunicacions) de coordinar el desenvolupament de les noves tecnologies de la informació i de les comunicacions al món. Per fer-ho, ha preconitzat un pas diferent pels membres de l'OMC (Organització mundial del comerç) o del G8 (grup dels 8 països més rics). El WSIS és una cimera tripartita, oberta als governants de tots els països, a les firmes multinacionals, i a la Societat civil (ONGs, col·lectius ciutadans, sindicats).

## Dues fases
La cimera es desenvolupà en dues fases. La primera, va tenir lloc a Ginebra del 10 al 12 de desembre del 2003 i tenia per objectiu adoptar una declaració de principis i un pla d'acció. La segona, a Tunis el novembre de 2005, apuntava a aprofundir els temes vinculats al desenvolupament i a efectuar una primera avaluació de les accions posades en marxa a la Cimera de Ginebra. Aquesta trobada internacional és per la Societat de la Informació el que la Conferència de Rio ha estat pel medi ambient : el punt de sortida d'una vasta presa de consciència i un debat en un àmbit que, fins aleshores, estava reservat a les polítiques nacionals. La reducció de la «fractura digital», és a dir del desigual desenvolupament dels NTIC (noves tecnologies de la informació i de la comunicació) al món, és un objectiu de la Cimera de Ginebra.

## Dades
El 2000, el continent africà comptava amb 16 milions de línies telefòniques, una xifra inferior al de Manhattan o Tòquio. A Suïssa i a Alemanya, aproximadament 60% de la població utilitza regularment internet - més o menys com als Estats Units. A l'Àfrica, per contra, només 1 habitant de cada 118 té accés a Internet. Una ONG, CSDPTT, estima en 15.000 milions d'euros la construcció d'una infraestructura intra-africana, una xarxa panafricana que trauria els africans del gueto tecnològic.
El 2003, el 91% dels internautes viuen en països del món que representen 20% de la població mundial. Això significa que el 80% de la població mundial és representada amb el 9% dels internautes. Se'n pot deduir que aquesta població no té verdader accés a Internet, des d'un punt de vista pràctic. Un dels projectes del WSIS és de reduir aquesta fractura digital però també de girar aquesta tendència de desigualtat global d'accés a Internet abans del 2015.
Aquesta constatació demostra que hi ha una necessitat urgent d'inversió en telecomunicacions i l'accés a la informació a certs països del món. Aquesta situació de fet s'ha donat com a justificació de la presència de les grans multinacionals a les discussions de Ginebra.
Dues visions s'enfronten tanmateix, una apel·lant a un «Pla Marshall» suportat en l'ajuda pública al desenvolupament per atènyer l'objectiu, la reducció de la «fractura digital»; l'altra centrada sobre la liberalització econòmica de tots els sectors. De qüestions com l'educació, la llibertat d'expressió, el respecte de la diversitat cultural, la propietat intel·lectual, o fins i tot la gestió d'Internet han estat abordades en la primera fase, però absents de les declaracions finals i oficials del primer cicle «Ginebra 2003». Les mateixes qüestions han estat abordades a la segona fase, en particular la de la gestió d'Internet.